# Madeleine de Scudéry
Madeleine de Scudéry, numită Mademoiselle de Scudéry (Domnișoara de Scudéry) (n. 15 noiembrie 1607, Le Havre, Franța – d. 2 iunie 1701, Paris, Regatul Franței), a fost o scriitoare franceză a barocului. Ea este una dintre cele mai importante autoare franceze ale secolului al XVII-lea și a fost prima autoare franceză care a fost citită pe scară largă în afara Franței.

## Biografie
Mademoiselle de Scudéry, așa cum este numită de obicei în istoria literară, s-a născut fiica unui căpitan corsar al nobilimii comune și mai târziu comandant al portului fortificat Le Havre. După ce a rămas orfană la o vârstă fragedă, un unchi din Rouen a luat-o pe ea și pe fratele ei, Georges de Scudéry, care era cu șase ani mai mare, în casa lui și le-a dat o educație bună. După ce Georges și-a încheiat serviciul de șapte ani de ofițer în 1630 și a plecat la Paris cu intenția de a deveni scriitor, Madeleine l-a urmat și, deoarece nu avea intenția de a se căsători și nici nu avea zestrea necesară, a condus gospodăria comună timp de 20 de ani.
Ea a ajuns să scrie prin Georges, inițial ca partener: împreună, deși cu o pondere din ce în ce mai mică din rolul lui, care a lucrat în primul rând ca dramaturg, au scris romanul „Ibrahim, ou l'Illustre Bassa”. (4 vol., 1641). Prin Georges, ea a obținut, de asemenea, acces la Salonul culturii din Paris și al ei punct central timpuriu, Marchiza de Rambouillet. Mai târziu, Mademoiselle de Scudéry a aparținut cercului marilor patroni din anii 1650, ministrul de finanțe Nicolas Fouquet.
Descoperirea literară a lui Madeleine de Scudéry, deși încă sub numele fratelui ei, au fost romanele pseudo-istorice Artamène ou le Grand Cyrus și Clélie, histoire romaine, care sunt acum considerate puncte de vârf ale romanelor galante din baroc și a făcut-o pe de Scudéry autoarea prototip al așa-zisei prețiozități, practicate în mod deosebit de doamnele aristocrate, dar și de intelectuali burghezi. Carte de tendre din Clélie, este o hartă alegorică a tărâmului iubirii în care pasiunea este supusă și transformată într-o simpatie a sufletelor.
După ce de Scudéry și-a făcut cale să iasă din umbra fratelui ei și acesta a fost alungat de la Paris în Normandia după sfârșitul Frondei (1652), ea și-a creat propriul salon cu samedis de Mademoiselle de Scudéry, recepțiile de sâmbătă. Aici ea s-a lăsat venerată ca „noua Safo”, a primit aproape toți autorii importanți ai vremii, precum și membrii unei societăți mai bune și i-a succedat pe o scară mai modestă marchizei de Rambouillet.
Celelalte romane pe care de Scudéry le-a scris, acum sub numele ei propriu (de exemplu, în 1661 Célinte sau în 1667 Histoire de Mathilde d'Aguilar), au fost mult mai scurte și mai realiste, urmând noua modă, dar mai puțin reușite. În jurul anului 1670 a fost candidată pentru un loc în Académie française. Cu toate acestea, ea a primit doar primul „premiu de elocvență” (prix d'éloquence, 1671) acordat de Académie.
În jurul anului 1670 și-a pierdut importanța ca romancier. Conversațiile morale (Conversations morales) în mai multe volume (1680-1692) i-au adus din nou faimă și recunoaștere Mademoiselle de Scudéry. 
A decedat la înaintata vârstă de 93 de ani.
Madeleine de Scudéry a fost personajul principal din nuvela polițistă Domnișoara de Scudéry (1819) a scriitorului E.T.A. Hoffmann și al ecranizării acestuia cu titlul Domnișoara de Scuderi (1955).

## Lucrări
- Ibrahim ou l'illustre Bassa (1641, 4 volume)
- Artamène ou le Grand Cyrus (1649-1653, 10 vol.)[8][9]
- Clélie, histoire romaine (1654-1660, 10 vol.)
  - Carte de Tendre
- Conversations sur divers sujets
- Conversations nouvelles
- Conversations morales
- Nouvelles Conversations morales
- Entretiens de morale
- Les Femmes Illustres ou les harangues héroïques (1642)
- Célinte (1661)
- Mathilde d’Aguilar (1667)
- L'esprit de Mademoiselle de Scudéri. (1766)